# Посольство України в Азербайджані
Посольство України в Азербайджанській Республіці — дипломатична місія України в Азербайджані, знаходиться в Баку.

## Завдання посольства
Основне завдання Посольства України в Баку представляти інтереси України, сприяти розвиткові політичних, економічних, культурних, наукових та інших зв'язків, а також захищати права та інтереси громадян і юридичних осіб України, які перебувають на території Азербайджану.
Посольство сприяє розвиткові міждержавних відносин між Україною і Азербайджанською Республікою на всіх рівнях, з метою забезпечення гармонійного розвитку взаємних відносин, а також співробітництва з питань, що становлять взаємний інтерес. Посольство виконує також консульські функції.

## Історія дипломатичних відносин

### Історія з 1918 року

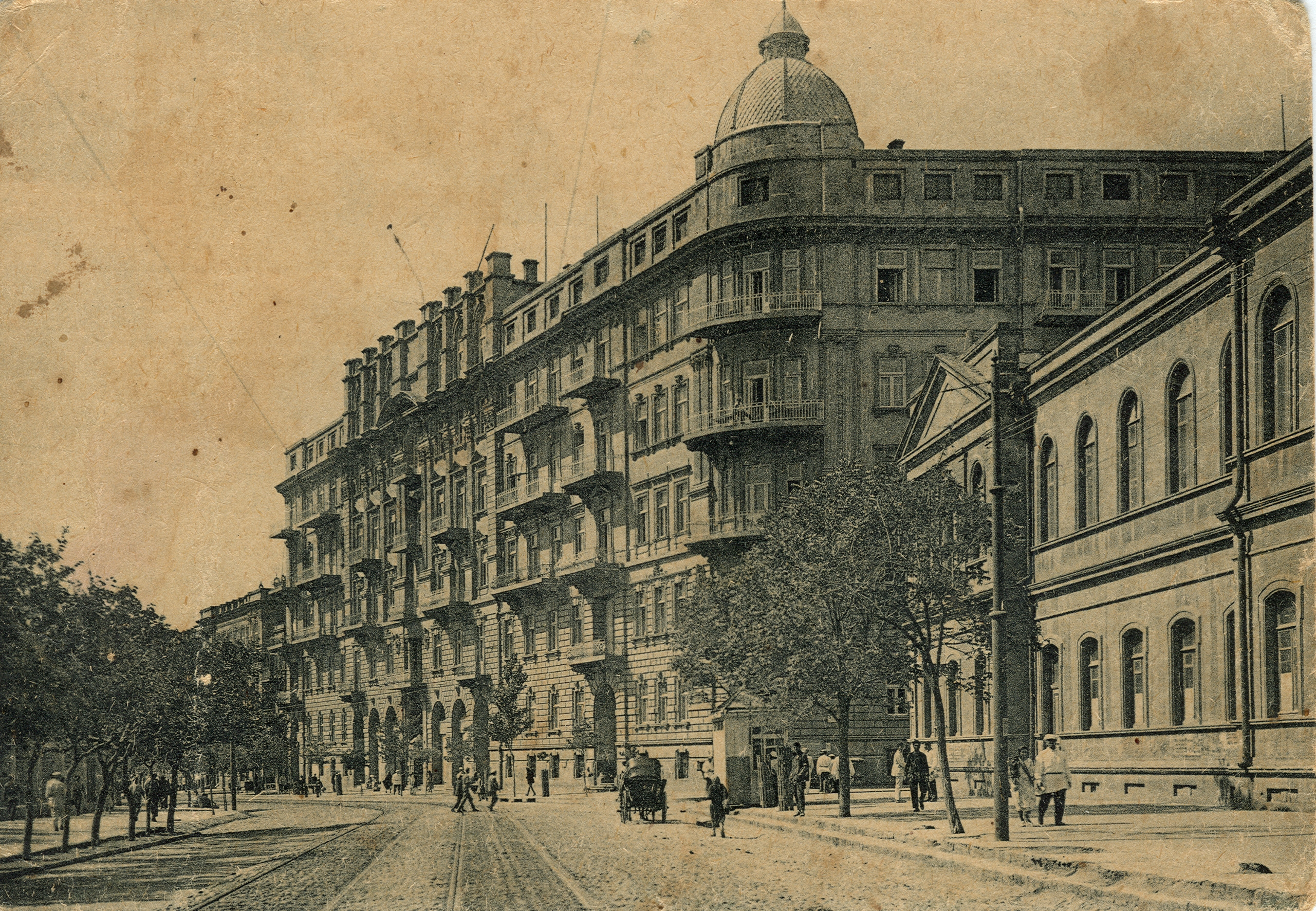
Будинок Мірзабекова в Баку по вулиці Миколаївській, де в 1918 році знаходилася дипломатична місія Української Держави.

Після проголошення незалежності 28 травня 1918 року Азербайджанською Демократичною Республікою почалися налагодження азербайджансько-українських відносин.
У вересні 1918 року в Баку було відкрите українське консульство.
21 вересня 1919 року Міністерство закордонних справ Азербайджану визнало президента національної української Громади Голованя тимчасовим віцеконсулом Української Народної Республіки в Баку.
8 лютого 1919 року Голова Особливої дипломатичної місії України в Азербайджані Іван Красковський, вручив вірчі грамоти Голові ради Міністрів, міністру закордонних справ Азербайджану Ф. Х. Хойському.
10 жовтня 1919 року в Баку приїхала українська дипломатична місія, що складалася з наступних осіб: голова місії Краєвський, генеральний консул Лев Лесняк, секретар граф Андрій Бенедиктович Тишкевич, військовий аташе полковник Микола Мусійович Чехівський, аташе Іван Полянський і офіцер для доручень Грізер. 11 жовтня 1919 українська місія була представлена міністру закордонних справ Мамед Юсіф Гаджибаба огли Джафаров.

### Історія з 1991 року
Після проголошення незалежності Україною 24 серпня 1991 року Азербайджан визнав Україну 6 лютого 1992 року. 06 лютого 1992 року між Україною та Азербайджаном було встановлено дипломатичні відносини.
Посольство України в Азербайджанській Республіці функціонує з 5 травня 1996 року, Посольство Азербайджанської Республіки в Україні відкрито 12 березня 1997 року.
З 1996 по 2001 рік Посольство України в Баку орендувало приміщення в готелі «Азербайджан». З 15 жовтня 2001 року Посольство України розташовується у сучасній чотириповерхової будівлі загальною площею 1166 кв.м.
У 2008 році Посол України в Азербайджанській Республіці Борис Клімчук, запропонував Міністерству закордонних справ встановити меморіальну дошку на будинку в Баку по вулиці Миколаївській (нині — Істіґлалієєт (Незалежності)), де діяла Особлива дипломатична місія Української Народної Республіки в Азербайджанській Демократичній Республіці (1919—1920 рр.). Під час офіційного візиту Віктора Ющенка в Баку 9–10 квітня 2009 р. Президент України та Президент Азербайджану Ільхам Алієв, урочисто відкрили меморіальну дошку.

## Структура посольства
- Посол
- Радник-посланник
- Радник з консульських питань
- Радник з політичних питань
- Радник з економічних питань
- 1-й секретар з політичних питань
- 3-й секретар з культурно-гуманітарних та інформаційних питань
- 1-й секретар з економічних питань
- 1-й секретар з економічних питань
- 2-й секретар з консульських питань
- Аташе з питань оборони, військовий, військово-повітряний та військово-морський аташе

## Керівники дипломатичної місії
1. Хименко Григорій Микитович (1917—1918), український комісар на Закавказзі
2. Красковський Іван Гнатович (08.02.1919-1921), голова дипломатичної місії на Кавказі.[4][5]
3. Алексенко Борис Григорович (З 06.1997 по 07.2004) посол
4. Юрченко Анатолій Петрович (З 02.11.2004 по 18.08.2005) посол
5. Кизима Ігор Володимирович (З 18.08.2005 по 11.2005) т.п.
6. Волковецький Степан Васильович (З 11.2005 по 15.04.2008) посол
7. Клімчук Борис Петрович (З 15.04.2008 по 08.04.2010) посол
8. Блащук Мирослав Тарасович (З 08.04.2010 по 06.04.2011) т.п.[6]
9. Міщенко Олександр Павлович (З 06.04.2011 по 27.12.2018) посол
10. Каневський Владислав Володимирович (З 27.02.2019 по 22.02.2024) посол
11. Гусєв Юрій Веніамінович (З 22.02.2024 -) посол

## Консули України в Азербайджані
1. Головань А. (1919), віцеконсул в Баку[7][8]
2. Мір Абдульфат-хан Мір Рза хан-огли Талишинський (Агахан) (1919), почесний віцеконсул України в Баку.
3. Кужим Василь Миколайович (01.1920-01.1921), віцеконсул України в Баку.
4. Монтаг (1921), секретар консульства, в.о. віцеконсула України в Баку.

## Почесні консули України
- місто Шамахи — Мехран Гасимов (з 2020)[9]